# فريق الاستجابة السريع
فريق الاستجابة السريع (بالإنجليزية: Rapid Response Team) هو فريق لتقديم خدمات الرعاية الصحية استجابةً للمرضى في المستشفى الذين أصبحَت لهم علامات مبكرة من التدهور السريري على وحدات الرعاية كالذي يحدث عند وجود مشكلة في الجهاز التنفسي أو الإصابة بسكتة قلبية. يُدرَّب فريق الاستجابة السريع في تدخلات الإنعاش المبكر ولدعم الحياة بتكثيف، غالبًا ما يشمل الفريق طبيبًا، وممرضةً، ومعالجًا تنفسيًّا. على كلٍّ، فريق الاستجابة السريع، وفريق الطوارئ الطبي، وفريق الرعاية في العناية المُركَّزة، والفريق المتجول، كلها أشكال مختلفة لعناصر صادرة من نظام الاستجابة السريع. يستجيب فريق الاستجابة السريع غالبًا لدعوات الأطباء أو الأُسر للحالات السريرية المتدهورة.

## فعالية الفريق
يبدو أن فرق الاستجابة السريعة تُساهم كثيرًا في خفض معدلات توقف التنفس والقلب خارج وحدة العناية المركزة. ومع ذلك، فإن الفعالية الشاملة لفرق الاستجابة السريع في تحسين سلامة المرضى مثيرة للجدل بسبب التباين بين الدراسات فيما إذا كانت خفَّضت معدلات الوفيات على نطاق المستشفى بعلاج الجهاز التنفسي والسكتة القلبية.